# Gaspard Béby Gnéba
Gaspard Béby Gnéba (* 6. Januar 1963 in Tehiri Guitry, Elfenbeinküste) ist ein ivorischer römisch-katholischer Geistlicher und Bischof von Man.

## Leben
Gaspard Béby Gnéba empfing am 12. Juli 1992 das Sakrament der Priesterweihe für das Bistum Gagnoa.
Am 18. Dezember 2007 ernannte ihn Papst Benedikt XVI. zum Bischof von Man. Der Erzbischof von Gagnoa, Barthélémy Djabla, spendete ihm am 8. März 2008 die Bischofsweihe; Mitkonsekratoren waren der Erzbischof von Abidjan, Jean-Pierre Kutwa, und der emeritierte Bischof von Man, Joseph Téky Niangoran.
Vom 29. Mai 2019 bis zum 24. September 2022 verwaltete er zusätzlich während der Sedisvakanz das Bistum Odienné.
2024 forderte Gnéba seine Diözesanen auf, Priester zu melden, die sexuellen Missbrauch begehen, ebenso Priester, die Wirtschaftsverbrechen verüben, und Priester „mit einer Frauen und einem Kind“.